# Zonocryptus vittatus
Zonocryptus vittatus är en stekelart som först beskrevs av Tosquinet 1896.  Zonocryptus vittatus ingår i släktet Zonocryptus och familjen brokparasitsteklar. Inga underarter finns listade i Catalogue of Life.